# Aquitaniense
| Era Eratema | Período Sistema | Época Serie | Subépoca Subserie   | Edad Piso                   | Inicio, en millones de años |
| ----------- | --------------- | ----------- | ------------------- | --------------------------- | --------------------------- |
| Cenozoico   | Cuaternario     | Cuaternario | Cuaternario         | Cuaternario                 | 2,58                        |
| Cenozoico   | Neógeno         | Plioceno    | Tardío / Superior   | Piacenziense Piacenziano    | 3,60                        |
| Cenozoico   | Neógeno         | Plioceno    | Temprano / Inferior | Zancliense Zancliano        | 5,33                        |
| Cenozoico   | Neógeno         | Mioceno     | Tardío / Superior   | Messiniense Mesiniano       | 7,25                        |
| Cenozoico   | Neógeno         | Mioceno     | Tardío / Superior   | Tortoniense Tortoniano      | 11,62                       |
| Cenozoico   | Neógeno         | Mioceno     | Medio               | Serravalliense Serravaliano | 13,82                       |
| Cenozoico   | Neógeno         | Mioceno     | Medio               | Langhiense Langhiano        | 15,98                       |
| Cenozoico   | Neógeno         | Mioceno     | Temprano / Inferior | Burdigaliense Burdigaliano  | 20,45                       |
| Cenozoico   | Neógeno         | Mioceno     | Temprano / Inferior | Aquitaniense Aquitaniano    | 23,04                       |
| Cenozoico   | Paleógeno       | Paleógeno   | Paleógeno           | Paleógeno                   | 66,00                       |

El Aquitaniense o Aquitaniano es el primer piso y edad del Mioceno en la escala temporal geológica. Sucede al Chattiense (último piso del Oligoceno y , por tanto, del Paleógeno) y precede al Burdigaliense. Se inició hace unos 23,04 millones de años y terminó hace unos 20,45 millones de años. Junto al Burdigaliense forma la subserie Mioceno Inferior (subépoca Mioceno Temprano).
Es un periodo seco de enfriamiento. La edad Aquitaniense se solapa con las unidades Harrisoniano, Ageniense, Pareora, Landon, Otaiense y Waitakiense de otras escalas temporales regionales.
El piso Aquitaniense se llamó así por la región de Aquitania, en Francia y fue introducido en la literatura científica por el geólogo y paleontólogo franco-suizo Karl Mayer-Eymar en 1858.

## Sección estratotipo y punto de límite global (GSSP)
La sección estratotipo y punto de límite global (GSSP) para la base del Aquitaniense y, por tanto, del Mioceno y del Neógeno, se encuentra en la sección Lemme-Carrosio, en las proximidades de Carrosio (provincia de Alessandria, Italia). Se caracteriza por la primera aparición del foraminífero Paragloborotalia kugleri y la última de la especie de nanoplancton calcáreo Reticulofenestra bisecta (que forma la base de la biozona de nanoplancton NN1) y la base del cron C6Cn.2n. El GSSP fue aprobado por la Comisión Internacional de Estratigrafía y ratificado por la Unión Internacional de Ciencias Geológicas en 1993.
El techo del Aquitaniense se corresponde con la base del Burdigaliense, que se establece provisionalmente (está pendiente de definir formalmente) por la primera aparición del foraminífero Globigerinoides altiaperturus y el techo del cron C6An.